# Цянь-хуан (правитель Бохая)
Цянь-хуан (кор. Кон-хван) — 12-й император государства Бохай, правивший в 858—871 годах.